# Thomas Francis Carter
Pour les articles homonymes, voir Carter.
Thomas Francis Carter, né en 1882 et décédé en 1925 est un sinologue des États-Unis qui s'est intéressé à l'histoire de l'imprimerie en Chine. Il écrit en anglais et en chinois.

## Biographie
Il est professeur de chinois à l'Université Columbia (New York).

## Publications
- (en) Thomas Francis Carter, The Invention of Printing in China and its Spread Westward, New-York, The ronald Press, 1955, 2e éd. (1re éd. 1925) (OCLC 485767)
Thomas Francis Carter, L'invention de l'imprimerie en Chine, Paris, Payot, 2009 (traduction).
Thomas Francis Carter, L Carrington Goodrich et Michel Jan, L'imprimerie en Chine : invention et transmission vers l'Occident = Yin shua shu, Paris & Arles, Imprimerie nationale & Actes Sud, 2011 (ISBN 978-2-7427-9659-5 et 2-7427-9659-2, OCLC 758794181) (traduction).
- (en) Thomas Francis Carter, Periods of Chinese history and parallelism with that of the West, Boston, Ginn and Co., 1925 (OCLC 21738169) (tableau)
- (en) Thomas Francis Carter, The Chinese origins of movable types, 1926, 36 p. (OCLC 63854064)
- (en) Thomas Francis Carter, « The Chinese background of the European invention of printing... », Gutenberg Jahrbuch, vol. 3,‎ 1928, p. 9-14 (OCLC 57125000)